# Mathews (Louisiana)
Mathews è un census-designated place (CDP) degli Stati Uniti d'America, situato nello stato della Louisiana, in particolare nella parrocchia di Lafourche.